# Jolene (musikalbum)
Jolene är ett musikalbum från 1974 av Dolly Parton. Singlarna "Jolene" och "I Will Always Love You" blev båda etta på Billboards countrylista.

## Låtlista
Samtliga låtar skrivna av Dolly Parton, om annat inte anges.
1. "Jolene" - 2:42
2. "When Someone Wants to Leave" - 2:04
3. "River of Happiness" - 2:18
4. "Early Morning Breeze" - 2:46
5. "Highlight of My Life" - 2:17
6. "I Will Always Love You" - 2:55
7. "Randy" - 1:51
8. "Living on Memories of You" - 2:45
9. "Lonely Comin' Down" (Porter Wagoner) - 3:12
10. "It Must Be You" (Blaise Tosti) - 1:49
Bonusspår på återutgåva
11. "Cracker Jack" – Tidigare outgiven, inspelad juni 1973; Dolly Parton framförde låten 1976 i ett avsnitt av The Captain Kangaroo Show.
12. "Another Woman's Man" – Tidigare outgiven, inspelad juni 14 juni 1973
13. "Barbara On Your Mind" – Tidigare outgiven, inspelad juni 1973; Nyinspelad av Dolly Parton 1982 för Heartbreak Express.
14. "Last Night's Lovin'" – Tidigare outgiven, inspelad juni 1973

## Medverkande
- Dolly Parton – sång, gitarr
- Jimmy Colvard – gitarr
- Dave Kirby – gitarr
- Bobby Thompson – gitarr
- Chip Young – gitarr
- Pete Drake – pedal steel guitar
- Stu Basore – pedal steel guitar
- Bobby Dyson – bas
- Jerry Carrigan – trummor
- Larrie Londin – trummor
- Ralph Gallant – trummor
- Kenny Malone – trummor
- Buck Trent – banjo
- Mack Magaha – fiol
- Johnny Gimble – fiol
- Hargus "Pig" Robbins – piano
- David Briggs – piano
- Onie Wheeler – munspel
- Bakgrundssång – The Nashville Edition